# Luis Mata Illas
Luis Mata Illas (La Asunción, Nueva Esparta, Venezuela, 1865- Caracas, 27 de enero de 1907) fue un médico y político venezolano egresado de la Universidad Central de Venezuela (UCV). Ejerció su profesión, y poco tiempo después, se dedicó a la política hasta su asesinato por parte de Eustoquio Gómez.

## Primeros años
Fue médico y político venezolano. Hijo de Ángel Mata Godoy y Luisa Illas. Cursó sus estudios de medicina en la Universidad Central de Venezuela (UCV), graduándose en 1888, ejerciendo posteriormente su carrera en el interior del país.
En 1892 ingresa en las milicias nacionales. Un año después se desempeñó como Cónsul de Venezuela en Cúcuta (Colombia), donde conoció a Cipriano Castro, quien para ese momento se encontraba exiliado en la ciudad fronteriza. En 1897 fue administrador de la Aduana de San Antonio del Táchira, y en noviembre de ese mismo año fue inspector de la aduana marítima de Maracaibo (Zulia).
En 1899 se unió a la causa Liberal Restauradora, siendo uno de los primeros que le prestó apoyo en el Oriente venezolano, a la revolución comandada por Cipriano Castro.

## Carrera política

### Gobernador de Nueva Esparta
En enero de 1901, es Gobernador del territorio Margarita y presidente provisional del Estado Nueva Esparta. Fue diputado principal en ese estado para febrero de ese mismo año, y durante las campañas de la Revolución Libertadora, sirvió como Jefe del Estado Mayor del General Régulo Olivares (junio de 1902).

### Gobernador de Amazonas y ministro de Obras Públicas
En 1905 es nombrado gobernador del Estado Federal Amazonas, y para mayo de ese año es ministro de obras públicas. Se destacó como uno de los líderes castristas de La Conjura promovida en contra del Vicepresidente Juan Vicente Gómez.

### Gobernador del Distrito Federal y asesinato
En 1907, siendo gobernador del Distrito Federal, murió trágicamente en un botiquín del sector Puente Hierro, en Caracas, mientras intentaba imponer el orden a un grupo de personas ebrias, encabezadas por los generales Isaías Nieto y Eustoquio Gómez, este último, primo de Juan Vicente Gómez, quienes lo ultiman a balazos.
Los autores del hecho son detenidos y llevado a la cárcel de La Rotunda, iniciándose un juicio, a raíz del cual fueron condenados por homicidio. El homicidio del Gobernador Mata Illas fue uno de los episodios más destacados del movimiento de La Conjura, y a la vez, puso a dura prueba la habilidad política de Juan Vicente Gómez por estar uno de sus primos directamente involucrado en el hecho delictivo. 